# Водолазная помпа
Водола́зная по́мпа — механизм для подачи газовой смеси (например воздуха) в водолазное снаряжение (например в трехболтовое), для работы на глубине до 20 метров. Может приводиться в движение как мускульной силой людей, так и электромоторами.

## Ручные помпы

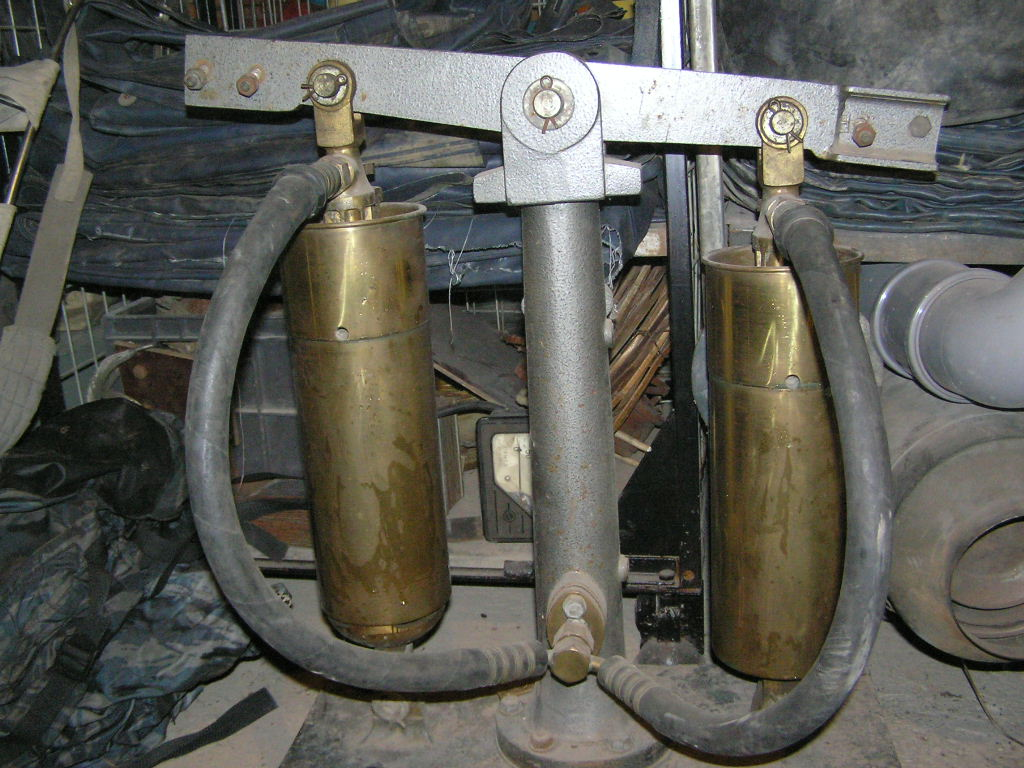
Двухцилиндровая водолазная помпа немецкой фирмы «Drager»

Двухцилиндровая водолазная помпа, (двухцилиндровка) — водолазная помпа, устроеная на двух цилиндрах. Приводится в движении качающими движениями в вертикальной плоскости. Поршни, сжимая воздух внутри цилиндров проталкивают его через клапаны, расположенные внизу цилиндра, в шланг подачи воздуха. Конструкция цилиндров, а также клапанов выполнена из латуни, для предотвращения коррозии, и увеличения надёжности конструкции. По сравнению с трёхцилиндровой помпой усилий для поддержания одинакового давления необходимо в данном случае больше, однако конструкция такой помпы проще.
Трёхцилиндровая водолазная помпа, (трёхцилиндровка) — водолазная помпа, устроенная на трёх цилиндрах. Вращая за ручки большие «колёса» (маховики), слева и справа по бокам помпы, приводился в движение коленвал, находящийся внутри помпы. Поршни, прикреплённые к коленвалу двигаясь нагнетали воздух в шланг подачи, и затем в костюм водолаза. При этом чем глубже работал водолаз, тем сильнее необходимо было качать помпу, для того чтобы создать достаточное давление для работы на глубине. Для этого помпа оснащалась манометром. На каждые 10 метров необходима 1 атмосфера. Таким образом работая на глубине 20 метров необходимо было накачивать воздух с давлением в 2 атмосферы.